# Lermontowskij
Lermontowskij (ros. Лермонтовский) – osiedle w Rosji, w obwodzie irkuckim, w rejonie kujtuńskim. W 2010 liczyło 597 mieszkańców.